# Fort Sint-Anthonius

Kaart van Fort Sint-Anthonius (rechts) en een onbekende stad vlakbij (Sas van Gent?, links).

Fort Sint-Anthonius (ook: Fort Sint-Anthonie of Fort Sint-Anthony of Fort Sint-Antoon) was een fort ten noorden van Zelzate, en het meest westelijke punt van de Linie van Communicatie tussen Hulst en Sas van Gent, hoewel het daar oorspronkelijk geen deel van uitmaakte.
Het fort werd in 1586 opgericht door de Spaansgezinden, om de vaarweg naar Gent (de toenmalige Gentsevaart) te beschermen. Het was een groot fort, omgeven door vier bolwerken en een rondgaande gracht. Vanaf 1634 werd het in de Linie van Communicatie opgenomen.
In 1644, bij de inname van Sas van Gent, kwam het fort aan Staatse zijde. Tot eind 17e eeuw vervulde het nog een militaire rol.
De plaats van het fort ligt nabij het huidige Kanaal Gent-Terneuzen, direct tegenover de Belgisch-Nederlandse grens bij Grenspaal 308. Van het fort is echter niets meer terug te vinden. De locatie werd ingenomen door een industrieterrein. Het westelijk deel verdween zelfs geheel bij de verbreding van het Kanaal Gent-Terneuzen, in 1963.